# Powiat Neustadt an der Aisch-Bad Windsheim
Powiat Neustadt an der Aisch-Bad Windsheim, Powiat Neustadt a.d.Aisch-Bad Windsheim (niem. Landkreis Neustadt an der Aisch-Bad Windsheim) – powiat w Niemczech, w kraju związkowym Bawaria, w rejencji Środkowa Frankonia, w regionie Westmittelfranken.
Siedzibą powiatu Neustadt an der Aisch–Bad Windsheim jest miasto Neustadt an der Aisch.

## Podział administracyjny
W skład powiatu Neustadt an der Aisch-Bad Windsheim wchodzi:
- pięć gmin miejskich (Stadt)
- 16 gmin targowych (Markt)
- 17 gmin wiejskich (Gemeinde)
- siedem wspólnot administracyjnych (Verwaltungsgemeinschaft)
- jeden obszar wolny administracyjnie (gemeindefreies Gebiet)

Miasta:
| Lp. | Nazwa miasta          | Ludność (31.12.2012) | Powierzchnia km² |
| --- | --------------------- | -------------------- | ---------------- |
| 1   | Bad Windsheim         | 11.955               | 78,26            |
| 2   | Burgbernheim          | 2.966                | 42,32            |
| 3   | Neustadt an der Aisch | 12.351               | 61,20            |
| 4   | Scheinfeld            | 4.583                | 45,12            |
| 5   | Uffenheim             | 6.217                | 59,47            |

Gminy targowe:
| Lp. | Nazwa gminy targowej | Ludność (31.12.2012) | Powierzchnia km² |
| --- | -------------------- | -------------------- | ---------------- |
| 1   | Baudenbach           | 1.148                | 22,09            |
| 2   | Burghaslach          | 2.487                | 44,02            |
| 3   | Dachsbach            | 1.714                | 20,58            |
| 4   | Emskirchen           | 5.886                | 67,27            |
| 5   | Ippesheim            | 1.138                | 23,56            |
| 6   | Ipsheim              | 2.089                | 42,27            |
| 7   | Markt Bibart         | 1.851                | 30,07            |
| 8   | Markt Erlbach        | 5.500                | 60,90            |
| 9   | Markt Nordheim       | 1.144                | 39,32            |
| 10  | Markt Taschendorf    | 1.004                | 27,73            |
| 11  | Marktbergel          | 1.509                | 24,20            |
| 12  | Neuhof an der Zenn   | 2.054                | 30,94            |
| 13  | Obernzenn            | 2.653                | 39,67            |
| 14  | Oberscheinfeld       | 1.190                | 42,27            |
| 15  | Sugenheim            | 2.312                | 63,41            |
| 16  | Uehlfeld             | 2.861                | 31,23            |

Gminy wiejskie:
| Lp. | Nazwa gminy    | Ludność (31.12.2012) | Powierzchnia km² |
| --- | -------------- | -------------------- | ---------------- |
| 1   | Diespeck       | 3.623                | 20,99            |
| 2   | Dietersheim    | 2.137                | 31,21            |
| 3   | Ergersheim     | 1.113                | 30,04            |
| 4   | Gallmersgarten | 738                  | 15,17            |
| 5   | Gerhardshofen  | 2.497                | 27,20            |
| 6   | Gollhofen      | 828                  | 17,03            |
| 7   | Gutenstetten   | 1.282                | 21,37            |
| 8   | Hagenbüchach   | 1.251                | 11,50            |
| 9   | Hemmersheim    | 686                  | 23,86            |
| 10  | Illesheim      | 929                  | 21,43            |
| 11  | Langenfeld     | 991                  | 7,22             |
| 12  | Münchsteinach  | 1.369                | 29,47            |
| 13  | Oberickelsheim | 699                  | 18,22            |
| 14  | Simmershofen   | 881                  | 34,19            |
| 15  | Trautskirchen  | 1.335                | 19,83            |
| 16  | Weigenheim     | 1.011                | 32,66            |
| 17  | Wilhelmsdorf   | 1.427                | 7,69             |

Wspólnoty administracyjne:
| Lp. | Nazwa wspólnoty administracyjnej | Ludność (31.12.2012) | Powierzchnia km² | Liczba gmin |
| --- | -------------------------------- | -------------------- | ---------------- | ----------- |
| 1   | Burgbernheim                     | 6.142                | 104,12           | 4           |
| 2   | Diespeck                         | 7.422                | 93,92            | 4           |
| 3   | Hagenbüchach-Wilhelmsdorf        | 2.678                | 19,19            | 2           |
| 4   | Neuhof an der Zenn               | 3.389                | 50,68            | 2           |
| 5   | Scheinfeld                       | 11.931               | 215,82           | 6           |
| 6   | Uehlfeld                         | 7.072                | 79,01            | 3           |
| 7   | Uffenheim                        | 14.668               | 278,35           | 9           |

Obszary wolne administracyjnie:
| Lp. | Nazwa obszaru | Ludność (31.12.2012) | Powierzchnia km² |
| --- | ------------- | -------------------- | ---------------- |
| 1   | Osing         | niezamieszkany       | 2,74             |